# The Wrath of the Gods
The Wrath of the Gods (o The Destruction of Sakura-Jima or The Wrath of the Gods) è un film muto del 1914 diretto da Reginald Barker. È conosciuto anche con il titolo The Destruction of Sakura-Jima. Ha come interpreti Sessue Hayakawa, Tsuru Aoki, Frank Borzage, Thomas Kurihara e Henry Kotani. Fu il primo lungometraggio di Hayakawa e, per Barker, l'esordio come regista.

## Trama

Tsuru Aoki, Sessue Hayakawa e Frank Borzage in una scena del film

In Giappone, Takeo, un vecchio profeta, racconta alla gente del suo villaggio la leggenda della condanna divina che grava sulla famiglia Yamaki e che colpisce ogni primogenito, maledetto dagli dei. Così, se Toya San. la figlia di lord Yamaki, si sposerà, gli dei colpiranno il villaggio facendo eruttare il vulcano dell'isola, da lungo tempo inattivo. Dal mare, un giorno, giunge una nave americana che naufraga nei pressi del villaggio. Uno dei marinai, Tom Wilson, viene salvato da Toya San. Il giovane, non credendo alla maledizione e innamorato della sua salvatrice, dichiara agli isolani che il suo dio è molto più potente del loro Buddha, convincendo così Toya a sposarlo. Il vecchio Takeo si precipita alla missione americana dove devono svolgersi le nozze ma arriva troppo tardi per impedire quel matrimonio. Conclusa la cerimonia, si scatena la furia del vulcano. Nell'eruzione periscono molti degli abitanti dell'isola e anche lord Yamaki. Toya e Tom riescono fortunosamente a salvarsi rifugiandosi su una nave americana ancorata nel porto.

## Produzione
Il film, prodotto dalla New York Motion Picture, fu girato in parte sulla spiaggia di Santa Monica.

## Distribuzione
Distribuito dalla Mutual, il film uscì nelle sale cinematografiche statunitensi l'8 giugno 1914. Con il titolo Gudernes Vrede, fu distribuito in Danimarca l'11 gennaio 1916. Nel 1917, ne venne fatta una riedizione distribuita negli Stati Uniti dalla Hiller & Wick Inc. Nel 1918, uscì in Giappone il 15 settembre. In Francia, prese il titolo La Colère des Dieux.
Copia completa della pellicola si trova conservata negli archivi di Rochester del George Eastman House.
La pellicola, un 35 mm restaurato dal George Eastman Museum, è stato presentato il 5 gennaio 2005 in Giappone nell'ambito del Silent Film Renaissance: An American Tradition. Nel 2008, ne è stata distribuita in DVD una versione di 58 minuti insieme a Il pittore dei draghi, un altro film - interpretato nel 1919 - da Sessue Hayakawa.